# 연제구 (선거구)
부산 연제구는 대한민국의 국회의원 선거구이다. 부산광역시 연제구 일대를 관할한다. 현 지역구 국회의원은 국민의힘의 김희정이다.

## 역사
1995년 3월, 동래구 연산동과 거제동이 연제구로 분리되었다. 이에 제15대 국회의원 선거를 앞두고 연제구 선거구가 신설되었다. 

## 관할 구역
| 대수      | 관할 구역   |
| --------- | ----------- |
| 15대~현재 | 연제구 일원 |

## 역대 국회의원
| 선거   | 정당 | 정당         | 의원   |
| ------ | ---- | ------------ | ------ |
| 1996년 |      | 신한국당     | 최형우 |
| 2000년 |      | 한나라당     | 권태망 |
| 2004년 |      | 한나라당     | 김희정 |
| 2008년 |      | 친박연대     | 박대해 |
| 2012년 |      | 새누리당     | 김희정 |
| 2016년 |      | 더불어민주당 | 김해영 |
| 2020년 |      | 미래통합당   | 이주환 |
| 2024년 |      | 국민의힘     | 김희정 |

## 역대 선거 결과

### 대한민국 제15대 국회의원 선거
|  | 60.75% |

|  | 25.71% |

|  | 8.02% |

|  | 5.50% |

### 대한민국 제16대 국회의원 선거
|  | 49.15% |

|  | 26.53% |

|  | 8.16% |

|  | 7.15% |

|  | 5.91% |

|  | 2.25% |

|  | 0.81% |

### 대한민국 제17대 국회의원 선거
|  | 53.72% |

|  | 37.28% |

|  | 7.21% |

|  | 1.77% |

### 대한민국 제18대 국회의원 선거
|  | 44.65% |

|  | 41.32% |

|  | 7.02% |

|  | 6.33% |

|  | 0.65% |

### 대한민국 제19대 국회의원 선거
|  | 48.99% |

|  | 30.79% |

|  | 18.56% |

|  | 1.64% |

### 대한민국 제20대 국회의원 선거
|  | 51.60% |

|  | 48.39% |

### 대한민국 제21대 국회의원 선거
|  | 50.95% |

|  | 47.74% |

|  | 1.30% |

### 대한민국 제22대 국회의원 선거
|  | 54.41% |

|  | 45.58% |